# Classe HA-201
La classe HA-201 (波第二〇一型潜水艦 - Ha Dai-201-gata Sensuikan) fu una serie di sommergibili di piccole dimensioni ma con alta velocità subacquea che furono costruiti per la Marina imperiale giapponese nel 1945. La designazione ufficiale era Sommergibile ad Alta velocità - Tipo piccolo (潜高小型 - Sen Taka-Ko gata).
Il progetto venne avviato alla fine del 1944, sotto il nome di S61. In particolare, vi era l'esigenza di contrastare le forze americane che sarebbero sbarcate in territorio giapponese (Operazione Downfall). Complessivamente, furono ordinati 79 battelli (dal 4911 al 4989), tutti nell'ambito del Programma Maru Sen. Al momento della cessazione delle ostilità, ne erano entrati in servizio una decina, e ve ne erano un'altra trentina in costruzione, con i lavori a diversi gradi di avanzamento. Tutti gli esemplari entrati in servizio o i cui scafi erano stati varati vennero affondati nel 1946, e gli altri furono demoliti sugli scali.